# Figarolo
La isla de Figarolo (en italiano: Isola di Figarolo) es una isla de Italia localizada en el golfo de Olbia, en el golfo Aranci, en el noreste de la gran isla de Cerdeña (Gallura).
La isla, que tiene una superficie de 0,211 km², se presenta como un banco de calizas mesozoicas construidas sobre un basamento de Esquisto. Hay un faro para la orientación marítima.
Existen numerosos hallazgos fenicios, incluyendo restos de ánforas que datan del siglo VII a. C., y que muestran que la isla fue visitada, probablemente debido a su ubicación en la ruta entre Olbia y Etruria.
En 1882 se descubrió una tina de forma ovalada (4 mx 3 m), con fragmentos de terracota, probablemente la parte inferior de una antigua cisterna romana.